# Заряддя (концертний зал)
55°45′05″ пн. ш. 37°37′53″ сх. д. / 55.751388888889° пн. ш. 37.631388888889° сх. д.
«Заряддя» (Державна бюджетна установа культури міста Москви «Московський концертний зал „Заряддя“»; рос. Зарядье, рос. Государственное бюджетное учреждение культуры города Москвы «Московский концертный зал „Зарядье“») — концертний зал в Москві, розташований в природно-ландшафтному парку «Заряддя» за адресою вулиця Варварка, будинок 6, будова 4. Відкрито в 2018 році.

## Особливості конструкції

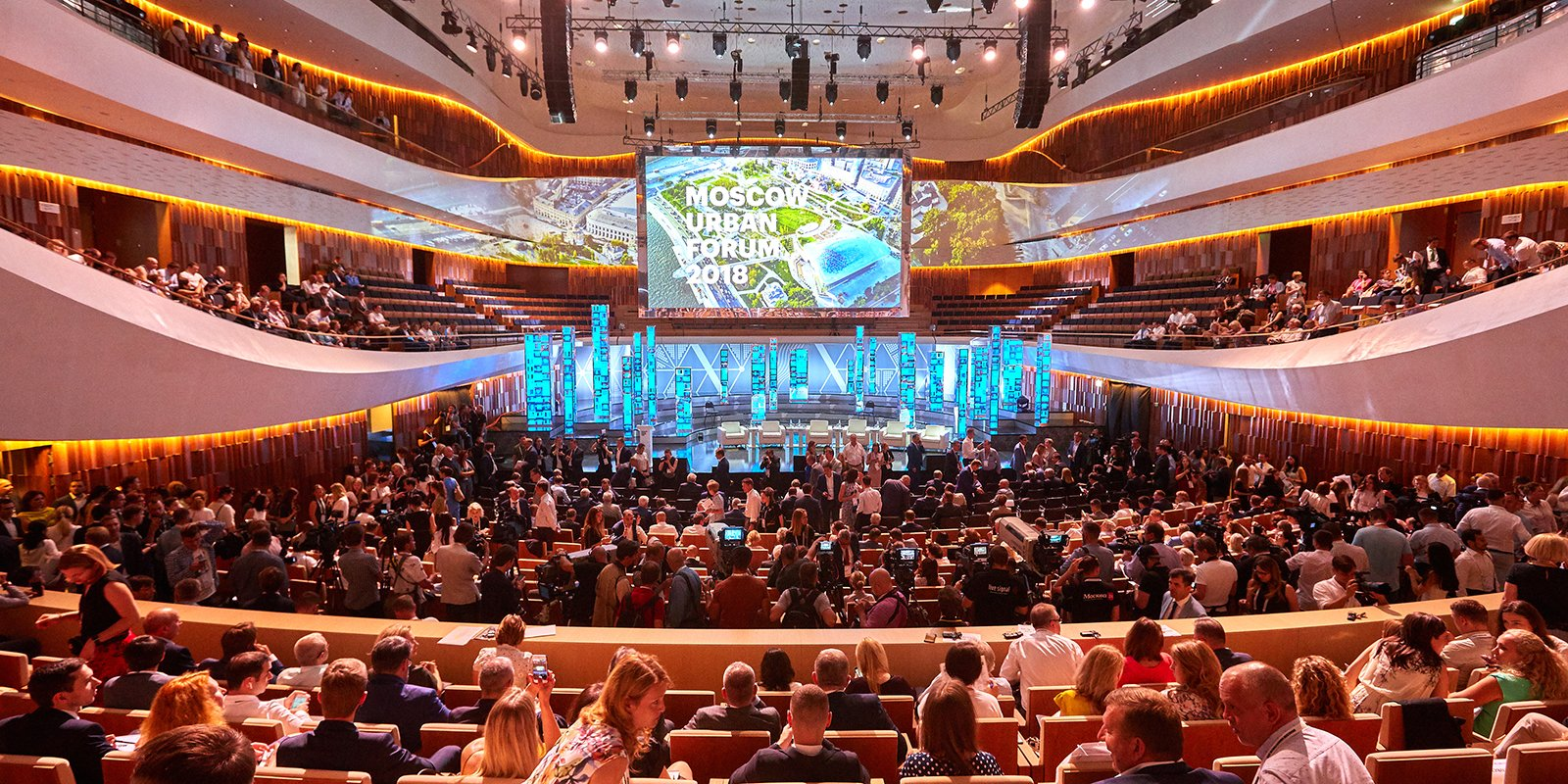
Великий зал

Комплекс концертного залу вбудований в штучний пагорб, будівля повітряне, світле з тонкими лініями. Скляні вікна забезпечують панорамні види на Кремль, на старе місто, на Москву-ріку.
Будівля концертного залу має два підземних і чотири наземні поверхи. Загальна площа становить 25,6 тисячі квадратних метрів. У комплексі два зали: великий концертний зал на 1578 місць, і малий на 396 місць. До будівлі примикають два відкриті амфітеатри — великий на 1600 місць і малий з медіаекраном на 400 місць.
Великий зал має можливості по трансформації: амфітеатр може бути вирівняний з партером, оркестрова може регулюватися по висоті. Зал оснащений також верхньою машинерією. Лаштунки відсутні, стіни оббиті кедром, балкони виконані у формі хвилі.

## Історія
Будівля концертного залу спроектована компанією «Мосінжпроект», акустика залу — Ясухіса Тойота (6 серпня 2018 інженер особисто протестував звук). Комплекс побудований в 2018 році. У липні цього ж року приймав Московський урбаністичний форум. Відкриття залу «Заряддя» відбулося 8 вересня 2018. На відкритті майданчика виступали Валерій Гергієв і Рікардо Муті.

## Керівництво
- Голова Наглядової ради по творчому розвитку залу — Гергієв Валерій Абісалович;
- Генеральний директор — Ольга Едуардівна Жукова.